# Mésylate

structure de l'anion du mésylate.

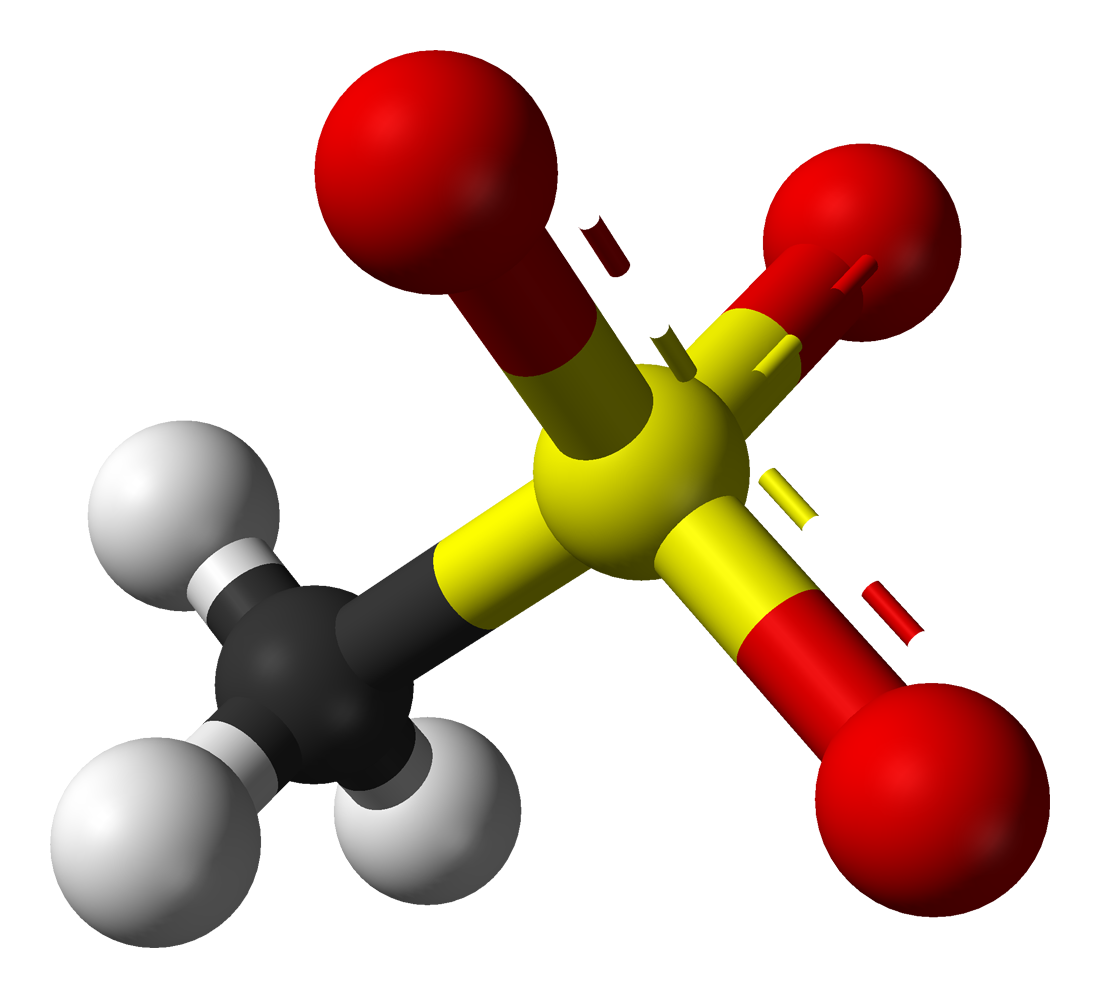
Modèle boule et bâton de l'anion mésylate.

En chimie, un mésylate ou méthanesulfonate (parfois noté OMs) est un sel ou un ester de l'acide méthanesulfonique (CH3SO3H). Dans les sels, les mésylates sont présents sous forme d'anions CH3SO3− tandis que dans les esters, c'est le radical CH3SO3– comme dans le méthanesulfonate de méthyle. Lors de la modification de la dénomination commune internationale d'une substance pharmaceutique contenant le groupe ou l'anion, l'orthographe correcte est mésilate (comme dans le "mésilate d'imatinib", le sel de mésylate d'imatinib).
Mésyl(e) est le nom du groupe fonctionnel méthylsulfonyl ou CH3SO2- qui se note Ms–. Par exemple, le chlorure de méthanesulfonyle est souvent appelé chlorure de mésyle.

## Préparation
Les esters mésylates peuvent être préparés en faisant réagir un alcool avec le chlorure de méthanesulfonyle en présence d'une base, souvent une amine comme la triéthylamine ou la pyridine.
Les mésylates peuvent être aussi préparés en combinant un alcool, l'anhydride méthanesulfonique et une base, cependant cette méthode n'est généralement utilisée que si la nucléophilie du chlorure est problématique.